# Eddie Gustafsson
Douglas Edward ("Eddie") Alexander Gustafsson McIntosh (Philadelphia, 31 januari 1977) is een Zweedse voetbaldoelman van Amerikaanse origine, die sinds 2009 voor de Oostenrijkse eersteklasser Red Bull Salzburg uitkomt. Voordien speelde hij onder meer voor IFK Norrköping, Molde FK en FC Lyn Oslo. Met Salzburg werd hij landskampioen in 2009 en 2010.

## Clubcarrière
Op 18 april 2010 brak Gustafsson zijn been in een competitiematch tegen LASK Linz. In een duel werd hij door Lukas Kragl, spits bij Linz, op het midden van zijn been geraakt. Kragl kreeg voor deze fout slechts een gele kaart. Gustafsson werd geopereerd en keerde binnen een jaar terug op het veld.
Gustafsson werd tweemaal verkozen tot doelman van het jaar. Een eerste keer in 2008, toen werd hij verkozen tot beste doelman van de Noorse competitie. In 2010 werd hij opnieuw verkozen tot de beste doelman, ditmaal in Oostenrijk.

## Interlandcarrière
Gustafsson speelde sinds 2000 tien wedstrijden voor de Zweedse nationale ploeg. Hij maakte op 31 januari 2000, op zijn 23ste verjaardag, zijn debuut in een wedstrijd tegen Denemarken onder leiding van bondscoaches Lars Lagerbäck en Tommy Söderberg. Andere debutanten in die wedstrijd namens Zweden waren Klebér Saarenpää (IFK Norrköping) en Christoffer Andersson (Helsingborgs IF).
| Interlands van Eddie Gustafsson voor Zweden | Interlands van Eddie Gustafsson voor Zweden | Interlands van Eddie Gustafsson voor Zweden | Interlands van Eddie Gustafsson voor Zweden | Interlands van Eddie Gustafsson voor Zweden | Interlands van Eddie Gustafsson voor Zweden |
| №                                           | Datum                                       | Wedstrijd                                   | Uitslag                                     | Competitie                                  | Goals                                       |
| Als speler van IFK Norrköping               | Als speler van IFK Norrköping               | Als speler van IFK Norrköping               | Als speler van IFK Norrköping               | Als speler van IFK Norrköping               | Als speler van IFK Norrköping               |
| ------------------------------------------- | ------------------------------------------- | ------------------------------------------- | ------------------------------------------- | ------------------------------------------- | ------------------------------------------- |
| 1                                           | 31.01.2000                                  | Denemarken – Zweden                         | 0 – 1                                       | Vriendschappelijk                           | 0                                           |
| 2                                           | 12.02.2001                                  | China – Zweden                              | 2 – 2                                       | Vriendschappelijk                           | 0                                           |
| Als speler van Molde FK                     |                                             |                                             |                                             |                                             |                                             |
| 3                                           | 18.02.2003                                  | Noord-Korea – Zweden                        | 1 – 1                                       | Vriendschappelijk                           | 0                                           |
| 4                                           | 22.02.2003                                  | Noord-Korea – Zweden                        | 0 – 4                                       | Vriendschappelijk                           | 0                                           |
| Als speler van Hamarkameratene              |                                             |                                             |                                             |                                             |                                             |
| 5                                           | 22.01.2005                                  | Zuid-Korea – Zweden                         | 1 – 1                                       | Vriendschappelijk                           | 0                                           |
| 6                                           | 08.06.2005                                  | Zweden – Noorwegen                          | 2 – 3                                       | Vriendschappelijk                           | 0                                           |
| 7                                           | 12.11.2005                                  | Zuid-Korea – Zweden                         | 2 – 2                                       | Vriendschappelijk                           | 0                                           |
| Als speler van FC Lyn Oslo                  |                                             |                                             |                                             |                                             |                                             |
| 8                                           | 18.01.2006                                  | Saoedi-Arabië – Zweden                      | 1 – 1                                       | Vriendschappelijk                           | 0                                           |
| Als speler van Red Bull Salzburg            |                                             |                                             |                                             |                                             |                                             |
| 9                                           | 12.08.2009                                  | Zweden – Finland                            | 1 – 0                                       | Vriendschappelijk                           | 0                                           |
| 10                                          | 03.03.2010                                  | Wales – Zweden                              | 0 – 1                                       | Vriendschappelijk                           | 0                                           |

## Erelijst
Red Bull Salzburg
- Landskampioen

2009, 2012, 2014